# Warnsveld
Warnsveld (Nedersaksisch: Wansveld) is een plaats in de gemeente Zutphen in de Nederlandse provincie Gelderland. Warnsveld was tot 1 januari 2005 een zelfstandige gemeente. Op 1 januari 2023 had Warnsveld 8.360 inwoners.

## Geografie
Ten westen van Warnsveld ligt Zutphen, ten zuiden de Zutphense wijk Leesten, en ten noorden op circa 2 kilometer afstand Eefde.

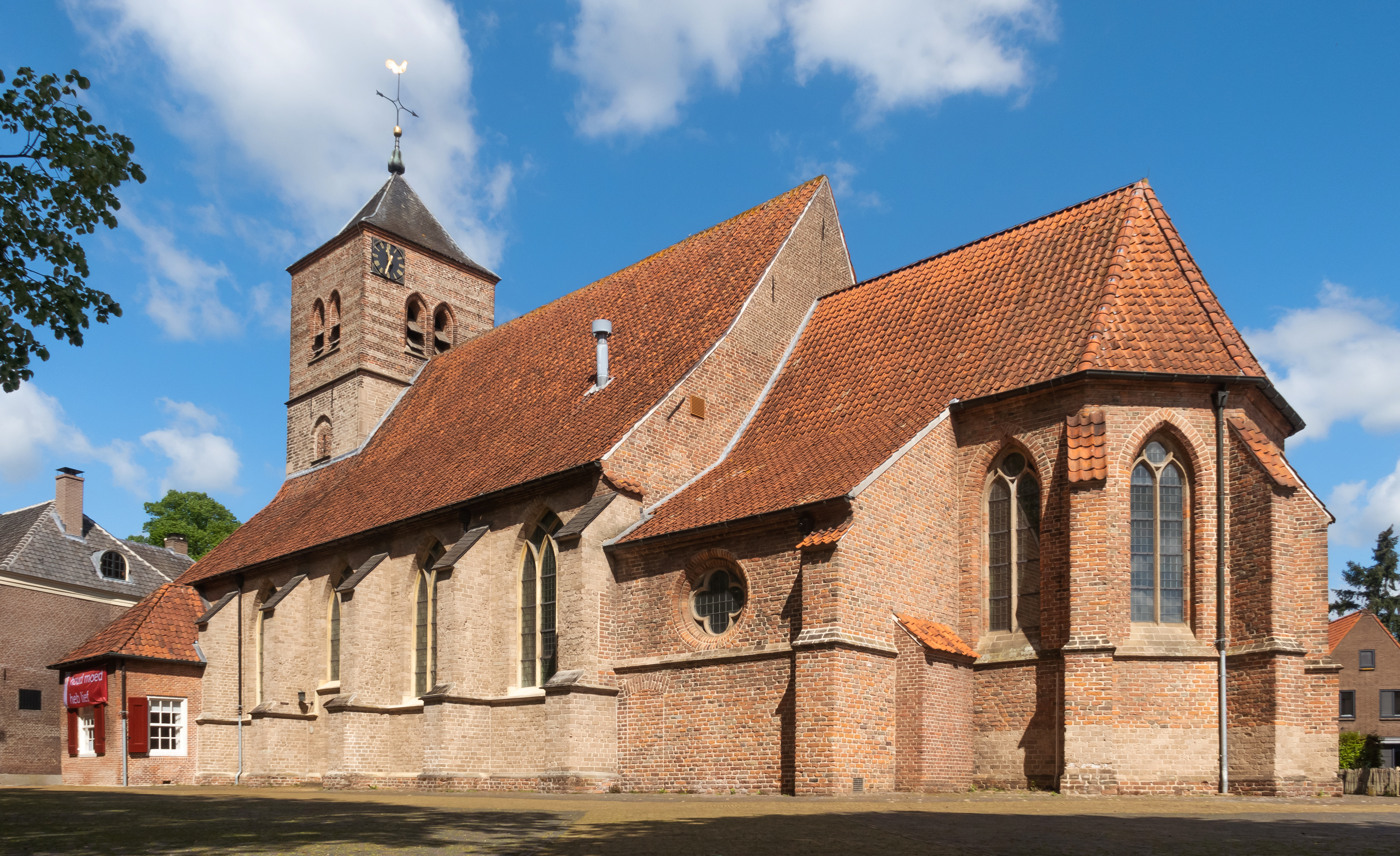
Warnsveld, Martinuskerk

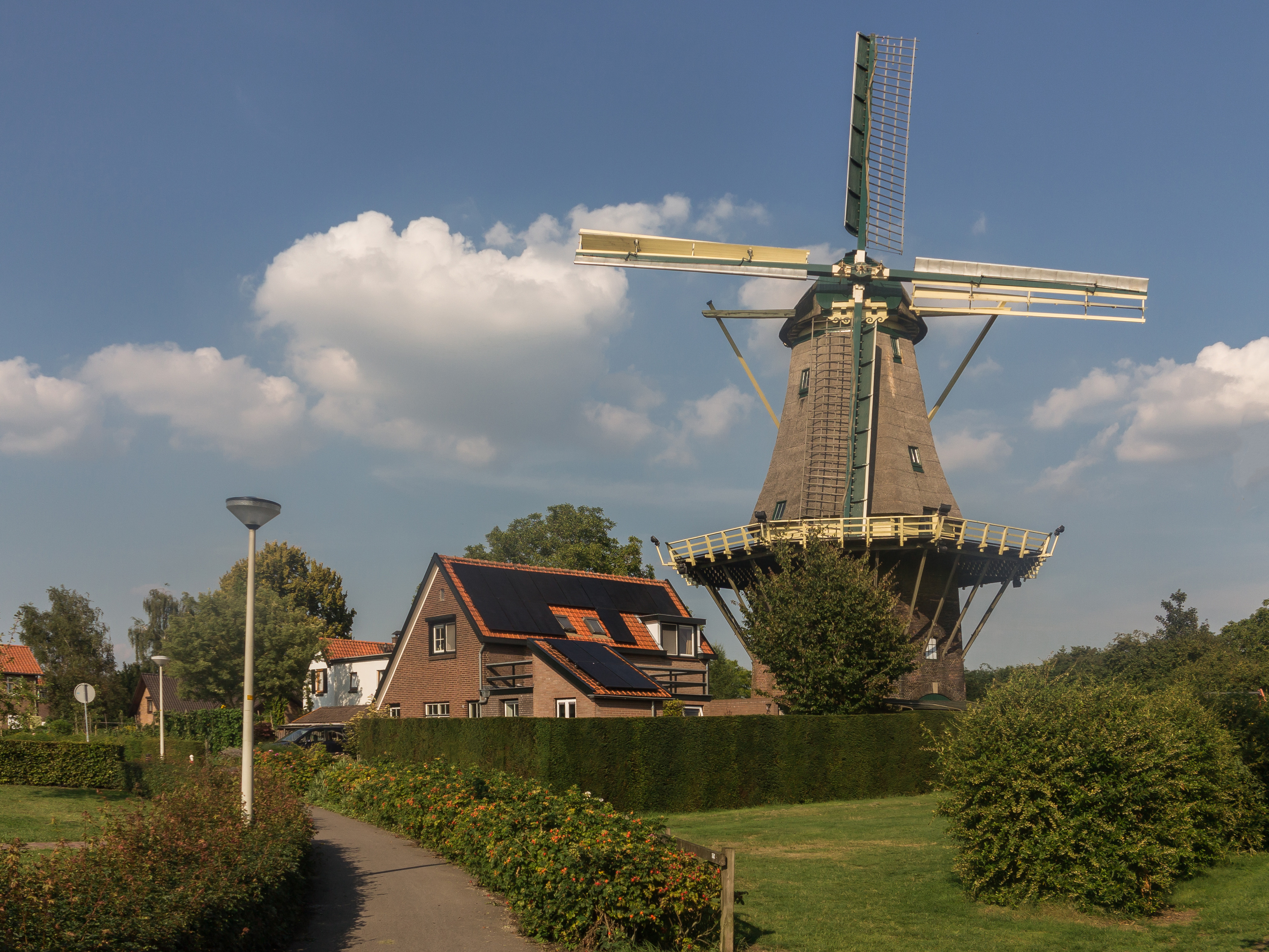
Molen Nooit Gedacht

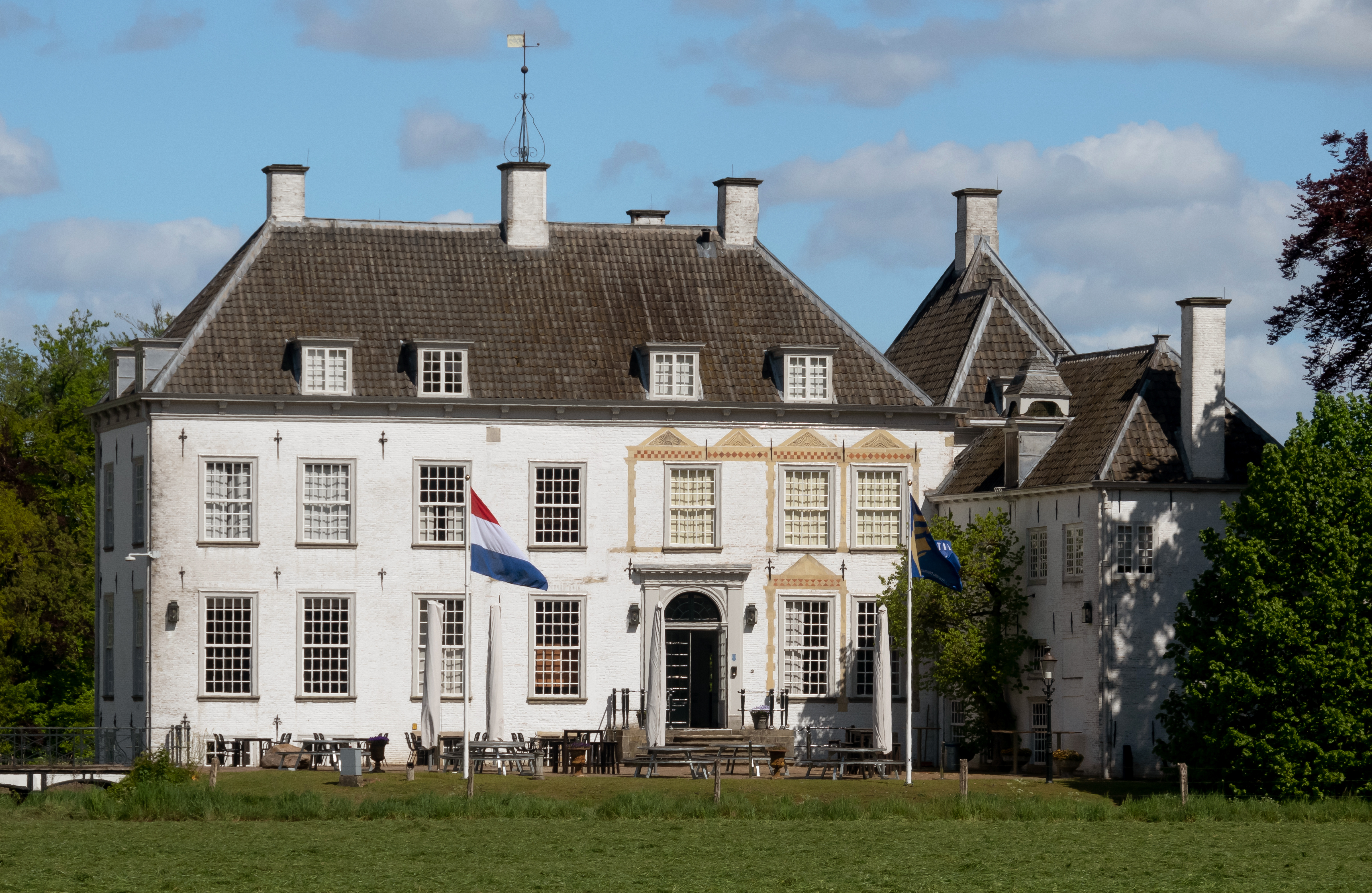
Landhuis Huis 't Velde

## Geschiedenis
Alhoewel er op de Warnsveldse enk al in de prehistorie werd gewoond, begint de historie van het dorp in de 9e eeuw. Op de plaats van de huidige Schekmanhof was in de 9e eeuw al een boerderij aanwezig. Op de plaats van de huidige Kremerskamp kwam daar in de 10e eeuw een boerderij bij. De boerderijen Hunnekink en Rhienderink bestonden al in de 11e eeuw en waren eigendom van het Zutphense kapittel van Sint Walburgis. Boerderij ‘t Brake was in de late middeleeuwen een Gelders leengoed met versterkt huis. Warnsveld is als dorp ontstaan door de stichting van een kerk. De Martinuskerk is waarschijnlijk al in de 10e eeuw gesticht. Een andere hypothese gaat uit van een stichting kort na 1046 toen het grafelijke gebied rond Zutphen in handen kwam van de Utrechtse bisschop. Warnsveld werd voor het eerst genoemd in schrift in 1121. De Warnsveldse kerk werd door bisschop Godebald geschonken aan het kapittel van Sint Pieter te Utrecht. Fiscaal-bestuurlijk viel Warnsveld onder de buurschap Leesten. Tot 1649 werden de belastingen (verpondingen) geheven op Warnsveldse huizen en boerderijen onder het Leestense buurschap.
In 1586, tijdens de Tachtigjarige Oorlog, vond bij Warnsveld een veldslag plaats tussen een Staats leger, met daarin veel Britse eenheden, en troepen die namens de Spaanse koning vochten.
Warnsveld was lang een kerkdorp, bestaande uit een handvol herbergen, een pastorie, een oliemolen, een havezate (‘t Velde) en een handvol boerderijen op de Warnsveldse enk. In de loop van de 19e eeuw begon het dorp te groeien met vooral buitenhuizen van rijke Zutphense notabelen. Deze groei met vooral overloop vanuit Zutphen zette in de 20ste eeuw sterk door.
De gemeente Warnsveld besloeg tot laat 19e eeuw het gebied van Zutphen tot aan Lochem. Het dorp Wichmond en de buurtschappen Vierakker, Warken, Leesten en Bronsbergen maakten eertijds onderdeel uit van 'Warnsveld'.
Op 28 maart 1945 vond de laatste dodelijke V1-inslag in Nederland plaats op de Molenbult in Warnsveld. Er waren twaalf dodelijke slachtoffers.
De gemeente Warnsveld werd in 2005 samengevoegd met de gemeente Zutphen. Het voormalige gemeentehuis is nu in gebruik als het hoofdkantoor van GGD Noord- en Oost Gelderland. Daar waar Warnsveld in de geschiedenis vooral het platteland rondom de stad Zutphen vormde, wordt Warnsveld nu vooral gezien als leef- en woongebied, uitloper van het stadsleven in Zutphen. Warnsveld kent een middelgroot winkelcentrum, genaamd Dreiumme, waarmee aan de basisbehoeften van de Warnsvelders wordt voldaan. Hier bevindt zich ook het dorpshuis ‘T Warnshuus met diverse voorzieningen.
Getuigen van geschiedenis zijn de landhuizen op de Rijksstraatweg, waaronder Huis 't Velde en Het Jachthuis, de Martinuskerk en de straten die genoemd zijn naar voormalige boerderijen op die specifieke plaats. Een ander markant monument is de korenmolen Nooit Gedacht uit 1905.
Warnsveld was partnergemeente met Horstmar, een stad in het noorden van Noordrijn-Westfalen. Deze partnerband is door de gemeente Zutphen overgenomen.
In Warnsveld is de hoofdlocatie gevestigd van GGNet, een instelling voor geestelijke gezondheidszorg die werkzaam is in Gelderland.
Sinds 2006 heeft Warnsveld een nationaal monument voor 'in het harnas' gestorven Nederlandse politiemensen. De Tuin van Bezinning is aangelegd achter het koetshuis bij de vestiging van de politieacademie in Huis 't Velde.
In 2023 was Warnsveld op tv met een documentaire over de Warnsveldse pompmoord uit 1985.
Er is ook een museum in Warnsveld, Museum De Opkamer en een school, het Isendoorn College met 1660 leerlingen gevestigd aan de Lage Weide en de Bussenweide (bètakaap).

## Warmterecord

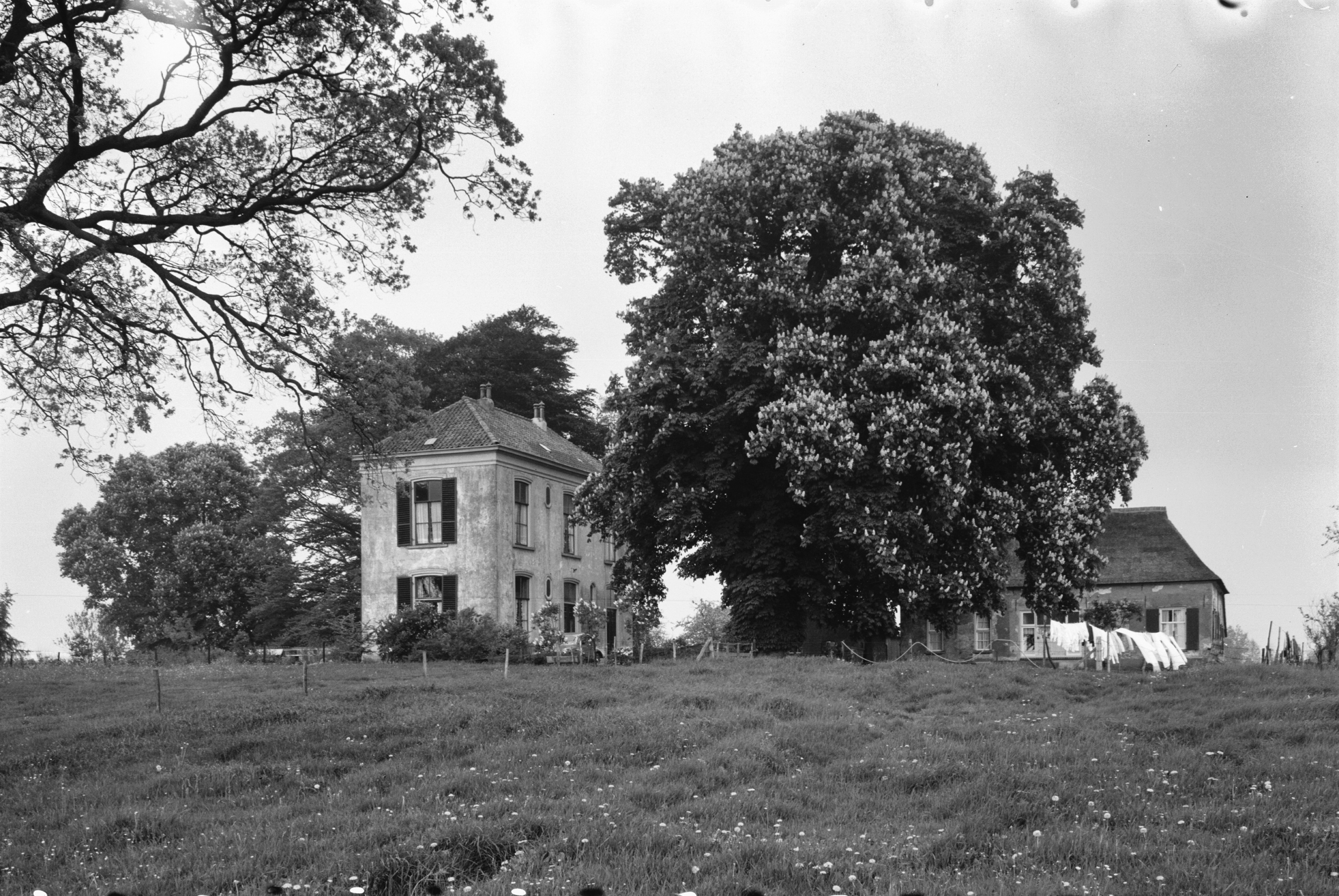
"'t Ooye", overzicht, weg Warnsveld - Vierakker - Warnsveld. RCE

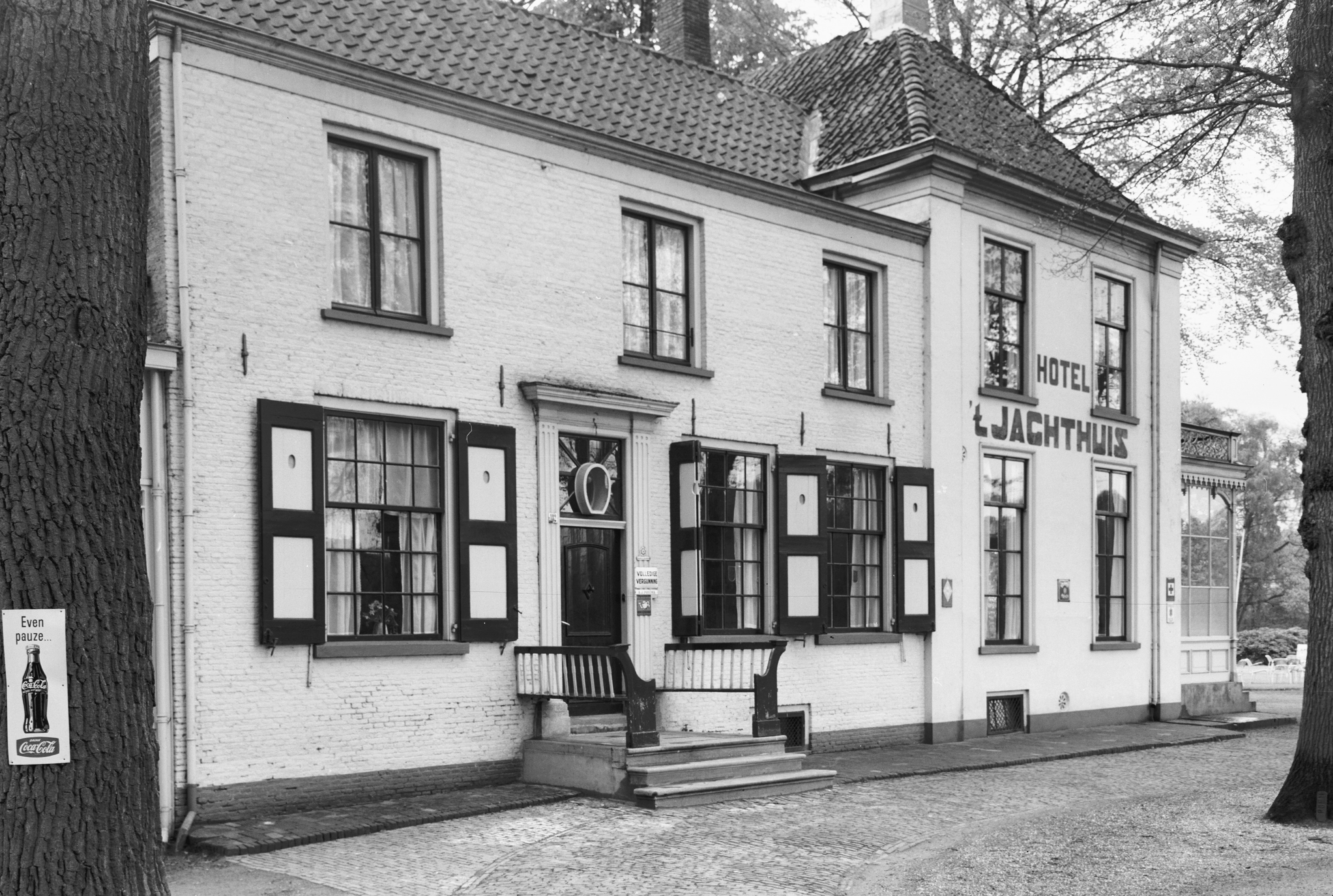
"'t Jachthuis", zijgevel, Rijksstraatweg 182 - Warnsveld. RCE, 1963

Op 23 augustus 1944 bereikte Warnsveld met een gemeten temperatuur van 38,6°C een Nederlands warmterecord, dat bijna 75 jaar stand hield. De temperatuur werd gemeten in de tuin van huisarts Jan B. Thate (1906-1995), een officiële KNMI-waarnemer, met geijkte apparatuur op een erkende locatie. In 2006 trok weerbureau Meteo Consult het record in twijfel, maar moest dit enige tijd later terugnemen.
Het Warnsveldse hitterecord werd gebroken op 24 juli 2019. Op die dag werd het op de vliegbasis bij Eindhoven 39,3°C en een dag later in Gilze-Rijen zelfs 40,7°C.